# Charlie Buckingham
Charlie Buckingham (16 de janeiro de 1989) é um velejador norte-americano que participou dos Jogos Olímpicos de Verão e que é medalhista dos Jogos Pan-Americanos.

## Trajetória esportiva
Ele competiu nos Jogos Olímpicos de Verão de 2016 no Rio de Janeiro, na classe Laser, tendo ficado no 11º lugar. 
Nos Jogos Pan-Americanos de 2019, o atleta conquistou a medalha de bronze na categoria laser, a sua primeira conquista continental.
Durante o Campeonato Mundial de 2020, o atleta ficou em à frente de seu compatriota Chris Barnard, conquistando a vaga para sua segunda participação olímpica, em Tóquio 2020.